# Chiruromys vates
Chiruromys vates és una espècie de mamífer rosegador de la família dels múrids. És endèmic de Papua Nova Guinea, on viu a altituds d'entre 0 i 1.500 msnm. El seu hàbitat natural són els boscos humits tropicals. És una espècie en risc mínim, és a dir, no sembla que hi hagi cap amenaça significativa per a la seva supervivència. El seu nom específic, vates, significa ‘vat’ en llatí.